# Canton de Valdoie
Le canton de Valdoie est une circonscription électorale française située dans le département du Territoire de Belfort et la région Bourgogne-Franche-Comté.

## Histoire
Le canton est créé par le décret du 9 août 1967 scindant le canton de Belfort.
À la suite de la création, au 1er décembre 1972, de la nouvelle commune d'Évette-Salbert, rattachée au canton de Giromagny, le canton de Valdoie est amputé du territoire de l'ancienne commune de Salbert. Sa continuité territoriale est rompue.
Il est modifié par le décret du 24 décembre 1984 créant le canton d'Offemont.
Un nouveau découpage territorial du Territoire de Belfort entre en vigueur à l'occasion des élections départementales de 2015. Il est défini par le décret du 13 février 2014, en application des lois du 17 mai 2013 (loi organique 2013-402 et loi 2013-403). Les conseillers départementaux sont, à compter de ces élections, élus au scrutin majoritaire binominal mixte. Les électeurs de chaque canton élisent au Conseil départemental, nouvelle appellation du Conseil général, deux membres de sexe différent, qui se présentent en binôme de candidats. Les conseillers départementaux sont élus pour 6 ans au scrutin binominal majoritaire à deux tours, l'accès au second tour nécessitant 12,5 % des inscrits au 1er tour. En outre la totalité des conseillers départementaux est renouvelée. Ce nouveau mode de scrutin nécessite un redécoupage des cantons dont le nombre est divisé par deux avec arrondi à l'unité impaire supérieure si ce nombre n'est pas entier impair, assorti de conditions de seuils minimaux. Dans le Territoire-de-Belfort, le nombre de cantons passe ainsi de 15 à 9.
Maintenu, le canton de Valdoie est élargi de 3 à 8 communes, issues des anciens cantons de Fontaine (1 commune), de Giromagny (2 communes), d'Offemont (4 communes) et de Valdoie (1 commune). Le bureau centralisateur est situé à Valdoie.

## Représentation

### Représentation de 1967 à 2015
| Période | Période | Identité        | Étiquette | Qualité |
| ------- | ------- | --------------- | --------- | --- |
| 1967    | 1985    | Paul Kiffel     | PS        | Maire de Valdoie (1971-1977) Elu en 1985 dans le Canton d'Offemont                                                                              |
| 1985    | 1998    | Daniel Pierquet | PS        | Comptable Maire de Valdoie (1977-1986) |
| 1998    | 2015    | Yves Ackermann  | PS        | Juriste Président du Conseil général (2004-2015) Maire de Valdoie (1986-2004) Conseiller municipal de Valdoie Sénateur (8 au 30 septembre 2008) |

### Représentation depuis 2015
| Période élective | Période élective | Mandat | Mandat   | Identité                                                         | Nuance | Nuance | Qualité                                                                              |
| ---------------- | ---------------- | ------ | -------- | ---------------------------------------------------------------- | ------ | ------ | ------------------------------------------------------------------------------------ |
| 2015             | 2021             | 2015   | 2021     | Marie-France Cefis                                               |        | LR     | 3ème Vice-Présidente du Conseil départemental, maire de Valdoie depuis 2020          |
| 2015             | 2021             | 2015   | 2015     | Michel Zumkeller (Démissionnaire pour cause de cumul de mandats) |        | UDI    | Comptable Député de la 2e circonscription (depuis 2002) Maire de Valdoie (2008-2020) |
| 2015             | 2021             | 2015   | 2021     | Patrick Ferrain (Remplaçant)                                     |        | UDI    | Commercial                                                                           |
| 2021             | 2028             | 2021   | en cours | Pierre Carles                                                    |        | DVD    | Agent d'assurances Maire d'Offemont (depuis 2014)                                    |
| 2021             | 2028             | 2021   | en cours | Marie-France Cefis                                               |        | LR     | Conseillère sortante                                                                 |

### Résultats détaillés

#### Élections de mars 2015
À l'issue du 1er tour des élections départementales de 2015, trois binômes sont en ballottage : Marie-France Cefis et Michel Zumkeller (UDI, 28,18 %), Yves Ackermann et Marie-Pierre Soukaini (Union de la Gauche, 26,8 %) et Marie-Antoinette Decle et Stéphane Stojanovic (FN, 25,25 %). Le taux de participation est de 56,33 % (6 287 votants sur 11 161 inscrits) contre 54,32 % au niveau départemental et 50,17 % au niveau national.
Au second tour, Marie-France Cefis et Michel Zumkeller (UDI) sont élus avec 39,8 % des suffrages exprimés et un taux de participation de 58,39 % (2 477 voix pour 6 517 votants et 11 161 inscrits).
Marie-France Cefis est membre du MRSL. Elle a été exclue de l'UDI.

#### Élections de juin 2021
Le premier tour des élections départementales de 2021 est marqué par un très faible taux de participation (33,26 % au niveau national). Dans le canton de Valdoie, ce taux de participation est de 33,23 % (3 807 votants sur 11 458 inscrits) contre 33,32 % au niveau départemental. À l'issue de ce premier tour, deux binômes sont en ballottage : Pierre Carles et Marie-France Cefis (DVD, 44,27 %) et Vincent Jeudy et Corinne Laroche (DVG, 34,6 %).
Le second tour des élections est marqué une nouvelle fois par une abstention massive équivalente au premier tour. Les taux de participation sont de 34,36 % au niveau national, 35,84 % dans le département et 38,76 % dans le canton de Valdoie. Pierre Carles et Marie-France Cefis (DVD) sont élus avec 51,32 % des suffrages exprimés (2 061 voix pour 4 442 votants et 11 459 inscrits),,.

## Composition

### Composition de 1967 à 1972
Lors de sa création, le canton de Valdoie était composé de sept communes :
- Cravanche,
- Essert,
- Offemont,
- Roppe,
- Salbert,
- Valdoie,
- Vétrigne.

### Composition de 1972 à 1984
Après la création d'Évette-Salbert, il n'est plus composé que de six communes :
- Cravanche,
- Essert,
- Offemont,
- Roppe,
- Valdoie,
- Vétrigne.

### Composition de 1984 à 2015

Situation du canton de Valdoie dans le département du Territoire de Belfort de 1984 à 2015

Lors du redécoupage de 1984, le canton de Valdoie regroupe 3 communes.
| Nom                 | Code Insee | Codepostal | Superficie (km2) | Population (dernière pop. légale) | Densité (hab./km2) |
| ------------------- | ---------- | ---------- | ---------------- | --------------------------------- | ------------------ |
| Valdoie (chef-lieu) | 90099      | 90300      | 4,66             | 5 313 (2012)                      | 1 140              |
| Cravanche           | 90029      | 90300      | 1,35             | 1 976 (2012)                      | 1 464              |
| Essert              | 90039      | 90850      | 7,01             | 3 163 (2012)                      | 451                |

### Composition depuis 2015
Le canton de Valdoie est désormais composé de 8 communes entières.
| Nom                             | Code Insee | Intercommunalité | Superficie (km2) | Population (dernière pop. légale) | Densité (hab./km2) | Modifier                                    |
| ------------------------------- | ---------- | ---------------- | ---------------- | --------------------------------- | ------------------ | ------------------------------------------- |
| Valdoie (bureau centralisateur) | 90099      | CA Grand Belfort | 4,66             | 5 193 (2022)                      | 1 114              | modifier les données · modifier les données |
| Denney                          | 90034      | CA Grand Belfort | 3,48             | 762 (2022)                        | 219                | modifier les données · modifier les données |
| Éloie                           | 90037      | CA Grand Belfort | 5,55             | 954 (2022)                        | 172                | modifier les données · modifier les données |
| Évette-Salbert                  | 90042      | CA Grand Belfort | 9,16             | 2 022 (2022)                      | 221                | modifier les données · modifier les données |
| Offemont                        | 90075      | CA Grand Belfort | 5,55             | 4 054 (2022)                      | 730                | modifier les données · modifier les données |
| Roppe                           | 90087      | CA Grand Belfort | 7,43             | 1 042 (2022)                      | 140                | modifier les données · modifier les données |
| Sermamagny                      | 90093      | CA Grand Belfort | 7,90             | 945 (2022)                        | 120                | modifier les données · modifier les données |
| Vétrigne                        | 90103      | CA Grand Belfort | 2,46             | 647 (2022)                        | 263                | modifier les données · modifier les données |
| Canton de Valdoie               | 9009       |                  | 46,19            | 15 619 (2022)                     | 338                | modifier les données                        |

## Démographie

### Démographie avant 2015
| 1968  | 1975  | 1982  | 1990  | 1999  | 2006  | 2011   | 2012   |
| ----- | ----- | ----- | ----- | ----- | ----- | ------ | ------ |
| 7 098 | 7 912 | 8 933 | 8 705 | 9 391 | 9 930 | 10 386 | 10 452 |

### Démographie depuis 2015
En 2022, le canton comptait 15 619 habitants, en évolution de −0,02 % par rapport à 2016 (Territoire de Belfort : −2,78 %, France hors Mayotte : +2,11 %).
| 2013   | 2018   | 2022   |
| ------ | ------ | ------ |
| 15 148 | 15 756 | 15 619 |